# Glòries metróállomás
A Glòries egyike a Spanyolországban található barcelonai metró metróállomásainak.

## Nevezetességek az állomás közelében
- Torre Glòries

## Metróvonalak
Az állomást az alábbi metróvonalak érintik:
- 1-es metróvonal

## Kapcsolódó állomások
Az állomáshoz az alábbi állomások vannak a legközelebb:
- Marina (Hospital de Bellvitge, 1-es metróvonal)
- Clot (Fondo, 1-es metróvonal)